# Golden Valley County, Montana
Golden Valley County är ett administrativt område i delstaten Montana, USA. År 2010 hade countyt  884 invånare. Den administrativa huvudorten (county seat) är Ryegate. 

## Geografi
Enligt United States Census Bureau har countyt en total area på 3 046 km². 3 043 km² av den arean är land och 3 km² är vatten. 

### Angränsande countyn
- Fergus County, Montana - nord
- Musselshell County, Montana - öst
- Yellowstone County, Montana - sydost
- Stillwater County, Montana - syd
- Sweet Grass County, Montana - sydväst
- Wheatland County, Montana - väst

### Orter
- Lavina
- Ryegate (huvudort)